# Goyang
Goyang é uma cidade localizada na província de Gyeonggi, Coreia do Sul. Goyang inclui a cidade  de Ilsan, que é conectado à Seul através da linha 3 do Metrô de Seul. Goyang limita-se com Seul ao sul.
Este distrito também é conhecido por ser onde o líder do BTS, RM o líder do ASTRO, JinJin , o integrante e vocalista principal do Monsta X, Kihyun, e o líder do GOT7, JB, nasceram e permaneceram por alguns anos de suas vidas.

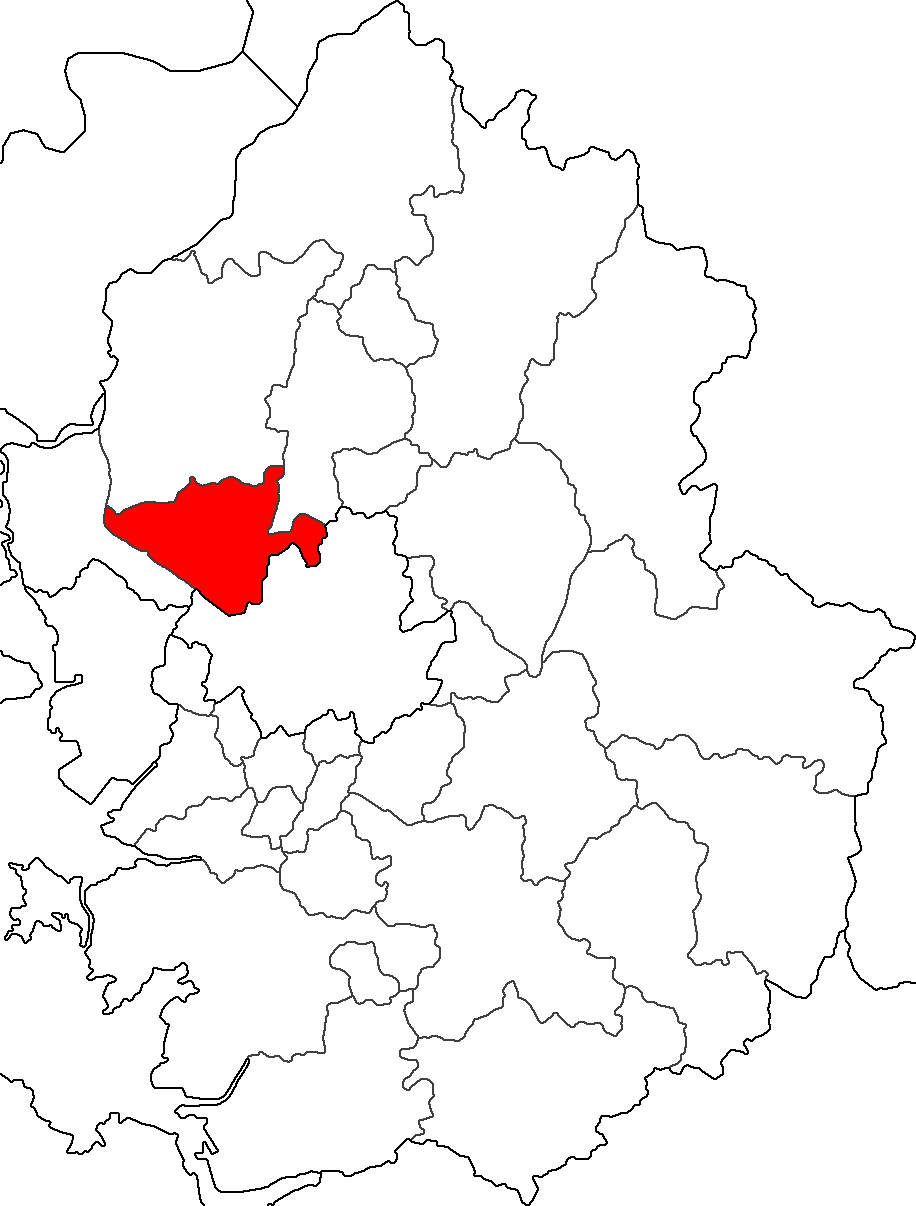
Mapa de localização